# 李沢楷
リチャード・リー・ツァー・カイ（Richard Li Tzar Kai/李 沢楷）は、香港の実業家であり慈善家、そして、民間投資グループであるパシフィック・センチュリー・グループ（PCG）の創設者であり会長でもある
。 

## 概要
リチャードは1990年代にアジア全域をカバーするテレビネットワークである[スター (衛星放送) |STAR TV]の創設からキャリアをスタートさせた
。1993年にPCGを創設した後、PCCW
やHKT トラスト(HKT Trust)を設立
。2010年
には、PCGはAIGインベストメンツ(AIG Investments)
の資産運用事業を買収し、パインブリッジ・インベストメンツ(PineBridge Investments)に社名を変更。 2013年、PCGはING Group N.V.の香港・マカオ・タイの保険事業
を買収し、FWDグループに改称、2019年の運用資産が300億ドルを超えた
。リチャードは現在、PCG、PCCW Ltd.、HKT Limitedの会長を務め、また、PineBridge Investmentsなどの企業の取締役員も務めている。
フォーブス(Forbes)は、2020年の彼の純資産を44億ドルと予測し、香港で最も裕福なビジネスマンとして20位に選出した
。

## 生い立ちと学歴
1966年、香港で実業家の李嘉誠(Li Ka-shing)の息子として生まれる。リチャードと兄のビクターは幼少期を香港で過ごし、リチャードは聖保羅男女中学(St. Paul's Co-educational College)に通った。その後、13歳で香港を離れ、カリフォルニア州アサートンのメンロ・スクール(Menlo School)で教育を受けた。高校時代はマクドナルドでアルバイトをし、地元のゴルフ場でキャディーとして働き、1987年までスタンフォード大学でコンピュータ工学を学んだが、一身上の都合で、3年後に大学を中退した。

## キャリア

### PCGの創業
働き始めてから最初の3年間は、カナダのトロントにある投資銀行で資産管理を担当し、1980年代にカナダ国籍を取得した。 1990年には香港のハチソン・ワンポアのファンド管理部門で就労[3]。 ハチソン・ワンポアでは、1992年から1993年までエグゼクティブ・ディレクター、1993年から2000年まで副会長を務めた。 1990年、リチャードは自身の会社として、アメリカのテレビをストリーミングするアジア地域の衛星テレビネットワーク、STAR TVの設立に着手した。 Wired(ワイアード)誌によると、このサービスは「大規模な文化変革を引き起こし、2005年までに50カ国以上の国々に西洋の大衆娯楽を大量に注入した」という。STAR TVの収益性が証明されたことから、1993-1995年にかけてリチャードはRupert Murdoch(ルパート・マードック)に総額9億5,050万ドルで構築したネットワークを売却した。
STAR TVの売却で調達した資金をもとに、1993年にアジアを拠点とする投資グループであるパシフィックセンチュリーグループ（PCG）を設立し、CEO兼会長を務めた。 その後、PCGによる不動産、金融サービス、テクノロジー、メディア・通信への投資を行った。

### PCCWとHKT Trust
1996年
にリチャードはPacific Century CyberWorks（PCCW）を設立。1999年から同社の会長を務め

、 2002年に同社がPCCW Ltd.に社名を変更した際も、依然として会長を務めていた。 PCCWでの初期の金融取引において、リチャードがカナダ国籍を持っていたことにより、エア・カナダやベル・カナダ・エンタープライズなどの企業の入札を行うことができた。PCCWは、2000年にケーブル＆ワイヤレスHKT(Cable & Wireless HKT)を380億米ドルで買収、「当時のアジアにおける最大の企業買収」と称された。この買収により、PCCWは香港最大の固定回線網および無線通信事業者となる
。 2004年にPCCWから、不動産会社PCPD（Pacific Century Premium Developments）を独立、設立し
、2004年から2019年までPCPDの会長を務めた。
2011年、PCCW
とPCCWの執行委員会の両方の会長として、リチャードは香港証券取引所でのPCCWテレコミュニケーションズの新規株式公開に関与し、分社化に成功。また別に分社化したHKT Trustと共に、上場計画は2011年6月に取引所と2011年10月12日にPCCWの株主によって承認され、香港初の上場企業信託を設立。 IPOは最終的に約12億ドルを調達し、PCCWはHKT TrustとHKT Limitedの両方で過半数の株式を保有することに成功した。2011年11月、リチャードはHKT Trust、HKT Limited、HKTの執行委員会の会長に就任。
リチャードを会長に迎え、2013年12月、HKTはTelstra(テルストラ)の子会社であるCSLニューワールド・モビリティを188億香港ドルで買収することで合意した。この取引は2014年初頭に完了した。 2015年3月、PCCW Mediaはアジア、アフリカ、中東に市場を持つモバイルビデオプロバイダーのVuclipを買収し、ストリーミングサービスのViuをローンチ。 Viuはその後2年間で世界24市場に展開され、2017年にはViu、Vuclip、音楽ストリーミングサービスのMOOVがPCCW OTTという社名に統合された。同年8月、PCCW OTは、Hony Capital、Foxconn Ventures、Temasekなど、新しい投資家の確保に成功。 リチャードは、フォーブス社による2017年の香港の大富豪50人(Hong Kong's 50 richest people for 2017)の15位として選出[35]。 同紙において、推定43億ドルの財産を持ち、世界の億万長者として385位にランクインした。

### パインブリッジとFWDグループ
2009年9月、リチャードは PCGによる AIG Investments の約 5 億ドルでの買収計画を行い、資産運用会社として PineBridge Investments
へと社名を変更。
2013年3月には、リチャード率いるPCGはING Group N.V.の香港、マカオ、タイの保険事業
を21億ドルで買収し、FWDグループとして社名を統合
。 スイス再保険会社(Swiss Re)の支援を受け、リチャードは買収を通じてFWDグループを拡大し、2013年10月にはロナルド・アルクッリをFWDの会長に任命した。 
その後、2015年にリチャードは、カナダの元外務大臣ジョン・ベアードを非執行取締役に任命し、FWDとPineBridgeの両方の取締役に就任した。 
2016年までに、リチャードはFWDのインドネシア、フィリピン、シンガポール、ベトナム、日本への進出を行った。

### 近年の動向
リチャードは2007年に北海道ニセコの花園リゾートを彼の会社パシフィック・センチュリー・プレミアム・デベロップメンツ (Pacific Century Premium Developments)を通して購入、2018年までに総額9億3,000万米ドルを投資し、温泉、レジデンスを含むパークハイアット(Park Hyatt)ホテルが2019年末までに完成する予定であった。サウスチャイナ・モーニング・ポストによると、パークハイアットはニセコにおいて初めて「日本人に向けた大型コンドミニアム」を販売したホテルであり、それまで大型コンドミニアムは主にオーストラリア人、シンガポール人、香港人がターゲットとなっていた。
2018年、リチャードは「仕事の70～80％は保険事業だ」と述べていることが引用され、東南アジア市場でのFWDの拡大に焦点を当てていた。 彼はFWDによるインドネシアのPT Commonwealth Lifeなどの大手銀行の買収、香港でのMetLifeの事業、東南アジア最大の保険買収となったサイアム商業銀行(Siam Commercial Bank)の生命保険事業を行ってきた。 2019年6月時点では FWDの運用資産は約300億ドルであった。 また、2019年には、Li's HKTが香港初認可の仮想銀行の1つを設立することを発表し、2020年には5G無線サービスを開始。さらに2020年初頭、リチャードの下で、国際デジタル保険グループ「ボルテック」が発足した。
フォーブスによれば、2020年7月19日の時点で、彼の純資産は44億ドルほどと推定しており、香港で最も裕福なビジネスマン(the richest businesspeople in Hong Kong)のランキングにおいては20位、世界の億万長者のリストでは401位にランクインした。

## 委員会、及び公的立場
リチャードは現在、世界情報基盤委員会 (Global Information Infrastructure Commission)、国連(United Nations)、ワシントンDCにある戦略国際問題研究センター (Center for Strategic and International Studies)の国際評議員グループのメンバーである。 以前は世界情報通信経済フォーラム (World Economic Forum)の総裁を務めたほか、2009年から2014年までAPECビジネス諮問会議(ABAC)の香港政府代表を務めた。 リタ・ラウ商務経済開発長官から「この重要な地域ビジネスフォーラムにおいて香港の知名度を高めるのに貢献した」と称賛された。 
また、リチャードは香港コンピュータ協会(Hong Kong Computer Society)の正会員でもある。

## 社会貢献
2006年、リチャードはオタワにあるカナダ国立芸術センター財団に100万カナダドルを寄付。これにより、毎年若い音楽家を高名な音楽の指導下に置く「リチャード・リー・ヤング・アーティスト・チェア（Richard Li Young Artist Chair）」の設立につながった。
PCCWを通じて、リチャードは多くの救済活動と慈善プログラムを実施。2002-03年のSARS発生時には、PCCWは患者、医療スタッフ、募金活動家に通信サービスを提供した。また、感染を防ぐために家にいる子供たちのための読み聞かせプログラムを作り、慈善活動の募金活動家や地域活動家のためのコールセンターのサポートも行った。また、PCCWはリチャードの下で、従業員がボランティアとして動き、SARSの犠牲者のためのビジネスコミュニティ救済基金(Business Community Relief Fund)に100万ドルを寄付した。2007年後半、PCCWのボランティアは、高齢者にギフトパッケージを届ける地区高齢者キャンペーンにも参加した。
コロナウイルスのパンデミックが発生した2020年2月、リチャード率いるPCGは香港の医療従事者やNGOに医療用マスクを寄贈した。

## 評価
2011年11月、アジアにおけるケーブル・衛星放送協会(Cable and Satellite Broadcasting Association)から生涯功労賞を受賞。 また、「カナダへの優れたビジネスと慈善活動への貢献」として、エリザベス女王2世からダイヤモンド・ジュビリー勲章を授与された。